# 反异族通婚法
反异族通婚法（英文：Anti-miscegenation laws）是在亲密关系和婚姻层面上强制进行种族隔离的一种法律，将异族婚姻以及跨越种族的性爱罪恶化。这类法律最早出现在17世纪北美的十三个殖民地（美国雏形），随后存在于美国各州和美国属地。自1863年，美国开始用一词来称呼。在第二次世界大战中，美国的一些州开始撤销反异族通婚法并使其合法化。在纳粹德国和南非也曾实行过类似法律。

1967年，在洛文诉弗吉尼亚州案中，以第14任美国首席大法官厄尔·沃伦为首的美国最高法院裁定，弗吉尼亚州及其它16州禁止不同族裔通婚的作法违宪，反异族通婚法在美国彻底消失。首席大法官沃伦在法院多数意见中写道：
在我们的宪法下，一个人选择与其他种族的人结婚或者不结婚，完全取决于那个人本身，而这个自由是不能被各州所干涉的（Under our Constitution, the freedom to marry, or not marry, a person of another race resides with the individual, and cannot be infringed by the State）